# Вирумийза
Вирумийза (ест. Võrumõisa, виро Võromõisa) — село в Естонії, входить до складу волості Виру, повіту Вирумаа.